# Rosa Emilia Rodríguez
Rosa Emilia Rodríguez-Vélez là Luật sư Hoa Kỳ tạm thời của Quận Puerto Rico. Bà là một công tố viên đầu tiên tại Bộ Tư pháp Puerto Rico và sau đó là văn phòng Bộ trưởng Tư pháp Hoa Kỳ tại San Juan.

## Giáo dục và sự nghiệp buổi đầu
Bà có bằng thạc sĩ về Tư pháp hình sự (1974) và bằng Tiến sĩ Juris (1977) từ Đại học Interamerican của Puerto Rico.
Bà được Thống đốc Carlos Romero Barceló  bổ nhiệm làm luật sư quận tại địa phương vào năm 1979. Sau đó, bà đã vượt qua cấp liên bang, phục vụ trong các vai trò truy tố và quản lý khác nhau trong văn phòng Luật sư Hoa Kỳ.

## Luật sư Hoa Kỳ
Bà được Tổng chưởng lý của Hoa Kỳ bổ nhiệm vào tháng 6 năm 2006 và được Tổng thống George W. Bush đề cử vào tháng 1 năm 2007, nhưng Thượng viện Hoa Kỳ không bao giờ xác nhận bà vì nhiều lá cờ đỏ. Vào ngày 13 tháng 10 năm 2007, bảy thẩm phán của Tòa án Quận Hoa Kỳ cho Quận Puerto Rico nhất trí ủy quyền cho Chánh án Thẩm phán Jose A. Fusté gia hạn bổ nhiệm trong bốn năm, cho đến ngày 12 tháng 10 năm 2011, vào ngày 13 tháng 10 năm 2011, sau ngày 13 tháng 10 năm 2011 Không có Tổng thống Mỹ nào khác đề cử bà một lần nữa, bà đã tuyên thệ nhậm chức nhiệm kỳ thứ hai bởi Chánh án Aida Delgado sau một quyết định nhất trí của sáu thành viên của Tòa án quận. Các cuộc hẹn của bà không bao giờ được Thượng viện Hoa Kỳ xác nhận.

## Sự kiện nổi bật
Vào tháng 10 năm 2010, bà đứng bên cạnh Tổng chưởng lý Eric tại trụ sở Bộ Tư pháp khi ông tuyên bố bắt giữ 89 cảnh sát và 44 người khác ở Puerto Rico để tạo điều kiện cho các giao dịch ma túy, trong những gì được mô tả là cuộc điều tra tham nhũng thực thi pháp luật lớn nhất trong lịch sử FBI.